# Conclave de 1523

Brasão papal de Sua Santidade o papa Clemente VII

O Conclave de 1523 foi a reunião de eleição papal realizada após a morte do Papa Adriano VI. Durou de 1 de outubro a 19 de novembro de 1523. Na morte de Adriano VI, eram 45 os cardeais eleitores. Participaram no início do conclave 36 cardeais.

## Antecedentes
O Papa Adriano VI experimentava problemas de saúde durante os meses finais de sua vida, inspirando os cardeais para começar as articulações politicas. Francisco I da França enviou um grande exército no norte da Itália, em 1522, e com a expectativa de alavancar essa força para efeito da eleição do cardeal francês Jean de Lorena, ou mais provavelmente um cardeal italiano pró-francês, como Niccolò Fieschi. No entanto, seu exército sofreu uma grande derrota na Batalha de Bicocca antes do conclave. Em qualquer caso, os três cardeais franceses foram ordenados por Francisco I de se apressar para Roma.
Carlos V, Sacro Imperador Romano, fortalecido pela Batalha de Bicocca, apoiou Giulio di Giuliano de' Medici, um defensor da política imperial no Sacro Colégio. Henrique VIII da Inglaterra teria preferido a eleição de Thomas Wolsey, mas não estava em condição de efetivá-lo. Henrique VIII enviou duas cartas, uma de apoio a de' Medici, outra de apoio a Wolsey, que deveriam ser distribuídas ao Colégio nessa ordem.

## Conclave
O conclave iniciou-se em 1 de outubro, com 32 cardeais presentes[6]. Nove cardeais estavam ausentes. Baumgartner aparentemente acredita que o único cardeal criado por Adriano VI, Willem van Enckevoirt, estava ausente, mas todas as listas de presença do conclave mostravam-no como participante. Cardeal Giulio de' Medici tinha dezesseis ou dezessete apoiadores; Colonna teve o segundo maior número. Os cardeais "anti-Imperial/anti-Medici" exigiram com sucesso que o primeiro escrutínio fosse adiado até que os cardeais franceses, que eram conhecidos por estar a caminho, chegassem. Em 6 de outubro, eles apareceram, elevando o número de eleitores para 35.
Fieschi era o candidato dos franceses e recebeu onze votos; Carvajal recebeu doze. Ambas as partes mudaram o seu apoio na votação seguinte com Gianmaria del Monte vindo a receber um voto. Medici já havia concordado em apoiar del Monte para a votação final, mas quebrou sua palavra e não levou adiante seu compromisso.
Após o conclave chegar ao seu décimo dia, o Cardeal Thomas Wolsey teria recebido 22 votos. Em 13 de outubro, o partido imperial começou a votar em Medici, com o franceses votando em Farnese. Os apoiadores de Medici mantiveram-se disciplinados em novembro, enquanto a facção francesa começou a rachar. Colonna (que desprezava Medici, apesar de sua íntima ligação com Carlos V) conquistou um bloco de quatro votos contra Medici. No entanto, em 18 de outubro, quando a facção francesa propôs a candidatura de Orsini (as famílias Colonna e Orsini eram rivais), Colonna foi impelido a lançar o seu apoio aos Medici, dando-lhe vinte votos.
Em 10 de novembro, o Cardeal Ivrea (Ferrero) finalmente entrou no Conclave. O Cardeal Giulio de' Medici facilmente alcançou o requisito de 27 votos para o accessus e tomou o nome de Clemente VII.